# Нова Весь-Твороська
Нова Весь-Твороська (пол. Nowa Wieś Tworoska, нім. Neudorf-Tworog) — село в Польщі, у гміні Творуг Тарноґурського повіту Сілезького воєводства.
Населення — 754 особи (2011).
У 1975-1998 роках село належало до Катовицького воєводства.

## Демографія
Демографічна структура станом на 31 березня 2011 року:
|          | Загалом | Допрацездатний вік | Працездатний вік | Постпрацездатний вік |
| -------- | ------- | ------------------ | ---------------- | -------------------- |
| Чоловіки | 373     | 72                 | 249              | 52                   |
| Жінки    | 381     | 56                 | 244              | 81                   |
| Разом    | 754     | 128                | 493              | 133                  |